# Thalassodes diaphana
Thalassodes diaphana là một loài bướm đêm trong họ Geometridae.